# Antilopen Gang

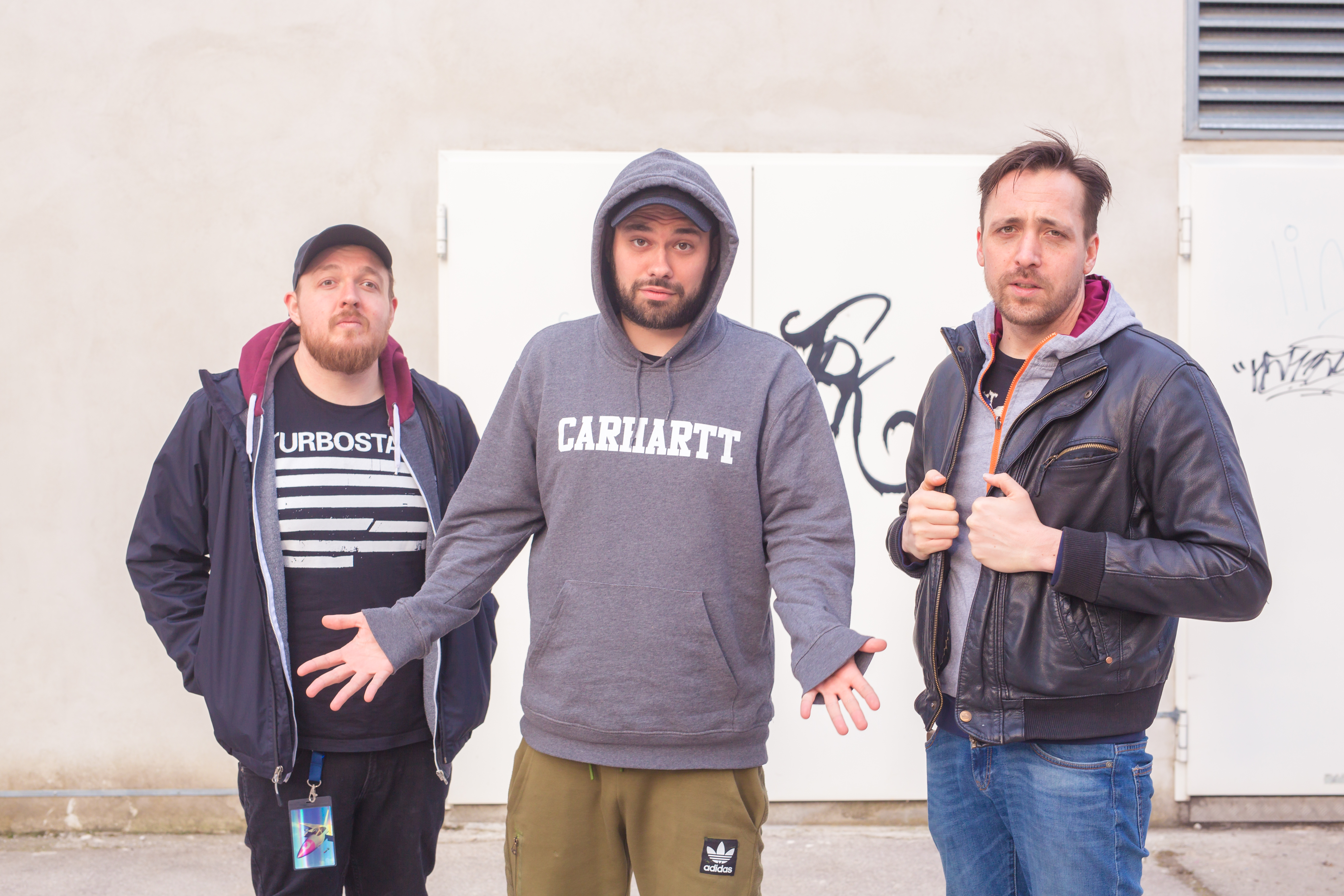
Antilopen Gang, rok 2017

Antilopen Gang – niemiecki zespół hip-hopowy z Düsseldorfu i Akwizgranu. Grupa składa się z raperów Koljah (Kolja Podkowik), Panik Panzer (Tobias Pongratz) i Danger Dan (Daniel Pongratz). Ostatni członek grupy o pseudonimie NMZS (Jakob Wich) popełnił w 2013 samobójstwo.

## Historia zespołu
Pod nazwą Caught in the Crack twórcy późniejszego zespołu Antilopen Gang wydali w latach 2005 i 2008 dwa albumy z muzyką gangsta rapową (na oficjalnej stronie internetowej grupy albumy te są udostępnione do bezpłatnego pobrania).
Grupa pod nazwą Antilopen Gang została założona w 2009 roku przez czterech raperów Danger Dan, Koljah, NMZS i Panik Panzer (Danger Dan i Panik Panzer są to bracia). Na temat nazwy grupy raperzy przedstawiali w wywiadach różne żartobliwe wersje, np. mówili o inspirującej wizycie w restauracji, w której serwowano mięso antylopy lub o wpływie doświadczeń z harcerstwa.
Pierwszy album grupy Spastik Desaster pojawił się na przełomie 2009/2010 (również jako do darmowego pobrania). Zespół zyskał rozgłos dzięki internetowemu przebojowi Fick die Uni. Następnie ukazały się różne albumy solowe poszczególnych członków grupy. W marcu 2013 roku NMZS popełnił samobójstwo. Pośmiertnie został wydany jego solowy album Der Ekelhafte.
W 2014 podpisał zespół kontrakt z wydawnictwem muzycznym JKP (stanowiącym własność zespołu Die Toten Hosen). 24 października 2014 ukazał się singiel Beate Zschäpe hört U2, którego tematyką było nasilanie się w Niemczech ruchów skrajnej prawicy.
W styczniu 2017 roku zespół ogłosił, że w dodatku do nowego albumu Anarchie und Alltag znajdzie się jako bonus dwanaście starych utworów w nowej aranżacji punk rockowej zatytułowanych jako Atombombe auf Deutschland (Bombą atomową w Niemcy). Album Anarchie und Alltag wspiął się na 1. miejsce niemieckich list przebojów.
Za ten też album (Anarchie und Alltag) zespół został w 2017 nominowany do niemieckiej nagrody muzycznej Echo w kategorii „krytyka narodowa”. Członkowie zespołu zapowiedzieli jednak, że nie wezmą i tak udziału w gali wręczania nagród, gdyż nie chcą przegapić tego wieczoru w telewizji swojego ulubionego serialu kryminalnego Alarm für Cobra 11 – Die Autobahnpolizei.